# Македония на зимних Олимпийских играх 2014
Македония принимала участие в зимних Олимпийских играх 2014 года, которые проходили в Сочи с 7 по 23 февраля.

## Состав и результаты олимпийской сборной Македонии

### Горнолыжный спорт
Мужчины
| Соревнование      | Спортсмены        | Скоростной спуск/ 1 спуск | Скоростной спуск/ 1 спуск | Слалом/ 2 спуск | Слалом/ 2 спуск | Всего   | Место |
| Соревнование      | Спортсмены        | Время                     | Место                     | Время           | Место           | Всего   | Место |
| ----------------- | ----------------- | ------------------------- | ------------------------- | --------------- | --------------- | ------- | ----- |
| Гигантский слалом | Антонио Ристевски | DNF                       | DNF                       | –               | –               | DNF     | DNF   |
| Слалом            | Антонио Ристевски | 55,38                     | 56                        | 1:03,06         | 28              | 1:58,44 | 29    |

### Лыжные гонки
Мужчины
Дистанционные гонки
| Соревнование              | Спортсмены         | Результат | Место |
| ------------------------- | ------------------ | --------- | ----- |
| 15 км классическим стилем | Дарко Дамьяновский | 48:34,9   | 81    |

Женщины
Дистанционные гонки
| Соревнование              | Спортсмены      | Результат | Место |
| ------------------------- | --------------- | --------- | ----- |
| 10 км классическим стилем | Мария Колароска | 44:46,0   | 74    |